# Saint-Cierge-la-Serre
Saint-Cierge-la-Serre là một xã ở tỉnh Ardèche, vùng Rhône-Alpes ở đông nam nước Pháp.